# Silicocarnotita
La silicocarnotita és un mineral de la classe dels silicats. El material sintètic del mateix nom va ser descobert per Adolphe Carnot i A. Richard l'any 1883. El mineral natural va ser descrit per Galuskin et al. l'any 2016.

## Característiques
La silicocarnotita és un silicat de fórmula química Ca₅[(SiO₄)(PO₄)](PO₄). Va ser aprovada com a espècie vàlida per l'Associació Mineralògica Internacional l'any 2013, sent publicada per primera vegada el 2016. Cristal·litza en el sistema ortoròmbic. La seva duresa a l'escala de Mohs és 5.
L'exemplar que va servir per a determinar l'espècie, el que es coneix com a material tipus, es troba conservat al Museu d'Història Natural de Berna, amb el número de catàleg: nmbe-42716.

## Formació i jaciments
Va ser descoberta al consell regional de Tamar, al districte del Sud (Israel), on es troba en forma de grans amb ternesita en roques pirometamòrfiques amb gehlenita. També ha estat descrita a Jebel Harmun, a Cisjordània (Palestina), sent els únics indrets a tot el planeta on ha estat descrita aquesta espècie mineral.